# Franz Göring
Franz Göring (Suhl, 22 oktober 1984) is een Duitse langlaufer. Hij behaalde zijn eerste wereldbekeroverwinning in januari 2007 door de derde etappe, over 15km in klassieke stijl, in de Tour de Ski te winnen, hij werd uiteindelijk zesde in het eindklassement.
Hij nam in 2006 voor Duitsland deel aan de Olympische Winterspelen, hij werd daar 44ste op de 15km klassieke stijl maar moest zich wegens ziekte afmelden voor de rest van het toernooi.

## Belangrijkste resultaten

### Wereldkampioenschappen Junioren
| Jaar | Plaats    | Resultaten                                                 |
| ---- | --------- | ---------------------------------------------------------- |
| 2002 | Schonach  | 40ste sprint (vrije stijl) 19de 10km vrije stijl           |
| 2003 | Solleftea | 4de 10km klassieke stijl 5de 30km vrije stijl              |
| 2004 | Stryn     | 10km vrije stijl · 30km klassieke stijl · 4x10km estafette |

### Wereldkampioenschappen –23
| Jaar | Plaats | Resultaten                                   |
| ---- | ------ | -------------------------------------------- |
| 2006 | Kranj  | 15km klassieke stijl · 2x15 km achtervolging |

### Wereldkampioenschappen
| Jaar | Plaats     | Resultaten                                                                      |
| ---- | ---------- | ------------------------------------------------------------------------------- |
| 2005 | Oberstdorf | 13de 15km vrije stijl 20ste sprint (klassieke stijl) 39ste 50km klassieke stijl |
| 2007 | Sapporo    | 7de 15km vrije stijl 4de 4x10km estafette                                       |

### Olympische Spelen
| Jaar | Plaats | Resultaten                 |
| ---- | ------ | -------------------------- |
| 2006 | Turijn | 44ste 15km klassieke stijl |

### Eindstand Wereldbeker
| Seizoen   | Plaats |
| --------- | ------ |
| 2003/2004 | 131ste |
| 2004/2005 | 53ste  |
| 2005/2006 | 83ste  |